# Wskaźniki fluorescencyjne
Wskaźniki fluorescencyjne – grupa wskaźników chemicznych stosowanych w miareczkowaniu alkacymetrycznym i strąceniowym. W punkcie końcowym miareczkowania następuje zmiana zabarwienia lub fluorescencji.

## Lista często stosowanych wskaźników fluoroscencyjnych
| Zakres pH   | Zmiana barwy w roztworze kwaśnym | Zmiana barwy w roztworze zasadowym | Nazwa wskaźnika                        |
| ----------- | -------------------------------- | ---------------------------------- | -------------------------------------- |
| 0,3 – 1,7   | żółta                            | zielona                            | benzoflawina                           |
| 0,0 – 2,4   | niebieska                        | zielona                            | imid kwasu 3,6-dihydroksyftalowego     |
| 0,0 – 3,0   | słaba                            | zielona                            | eozyna                                 |
| 1,2 – 3,2   | zielona                          | niebieska                          | 4-etoksyakrydon                        |
| 1,2 – 3,4   | zielona                          | niebieska                          | 3,6-tetrametylodiaminoksanton          |
| 2,5 – 4,0   | pomarańczowy                     | niebieska                          | kwas salicylowy                        |
| 2,5 – 4,0   | słaba                            | niebieska                          | floksyna BA                            |
| 2,5 – 4,0   | słaba                            | zielona                            | kerytrozyna B                          |
| 2,8 – 4,4   | słaba                            | niebieska                          | 2-naftyloamina                         |
| 3,0 – 4,0   | słaba                            | niebieska                          | kwas α-naftionowy                      |
| 3,1 – 4,4   | słaba                            | niebieska                          | kwas chromotropowy                     |
| 3,1 – 4,4   | słaba                            | zielona                            | moryna                                 |
| 3,4 – 4,8   | słaba                            | fioletowa                          | 1-naftyloamina                         |
| 4,0 -4,5    | różowozielona                    | zielona                            | fluoresceina                           |
| 4,0 – 5,0   | żółta                            | niebieska                          | kwas 6-metoksychinolino-4-karboksylowy |
| 5,2 – 6,6   | zielona                          | fioletowa                          | akrydyna                               |
| 5,4 – 7,6   | słaba                            | niebieskofioletowa                 | 3,6-dihydroksyksanton                  |
| 5,8 – 8,2   | niebieska                        | zielona                            | dinitryl kwasu 3,6-dihydroksyftalowego |
| 6,0 – 8,0   | zielona                          | żółtozielona                       | imid kwasu 3,6-dihydroksyftalowego     |
| 6,5 – 8,0   | słaba                            | niebieska                          | umbeliferon                            |
| 8,0 -9,8    | zielona                          | żółtozielona                       | moryna                                 |
| 8,4 – 10,4  | pomarańczowa                     | żółtozielona                       | oranż akrydyny                         |
| 8,5 – 9,5   | słaba                            | niebieska                          | 2-naftol                               |
| 9,5 – 10,5  | słaba                            | żółta                              | kumaryna                               |
| 10,0 – 12,0 | niebieska                        | żółtozielona                       | kwas α-naftionowy                      |